# Jacques Delors
Jacques Delors (20. července 1925 Paříž – 27. prosince 2023 Paříž) byl francouzský ekonom a politik, který byl v letech 1985–1995 předsedou Evropské komise. Během  Delorsova předsednictví byly provedeny důležité reformy rozpočtu a byly podepsány klíčové dokumenty (Maastrichtská smlouva smlouva o Evropské unii a Schengenská smlouva o postupném rušení kontrol na společných hranicích), které umožnily vznik jednotného evropského trhu i zavedení jednotné měny. V roce 2015 mu Evropská rada udělila jako třetímu člověku v historii poctu v podobě čestného občanství Evropské unie za jeho zásluhy na evropském projektu.

## Politika
Delors byl politikem francouzské socialistické strany (Parti socialiste), do které vstoupil v roce 1974. Během prezidentství Françoise Mitterranda zastával Delors funkci ministra hospodářství a financí (1981 až 1983) a ministr hospodářství, financí a rozpočtu v letech 1983 až 1984. Později se 
členové strany snažili přimět jej k tomu, aby se ucházel o post francouzského prezidenta, protože se domnívali, že by měl mnohem větší šanci vyhrát volby než Lionel Jospin, který byl posléze poražen Jacquesem Chiracem.

## Osobní život a smrt
Delors byl ženatý s Marií Lephaille (zemřela 2020) s níž měl dvě děti. Dceru Martine Aubry v letech 2008 až 2012 zastávala funkci první tajemnice francouzské Socialistické strany. Syn Jean-Paul byl novinář, zemřel v roce 1982 na leukémii ve věku 29 let.
Delors zemřel ve spánku ve svém domě v Paříži 27. prosince 2023 ve věku 98 let.

## Vyznamenání
- rytíř velkokříže Řádu Isabely Katolické – Španělsko, 1985
- velkokříž Řádu Kristova – Portugalsko, 16. května 1986[7]
- velkokříž Řádu prince Jindřicha – Portugalsko, 31. října 1987[7]
- Bavorský řád za zásluhy – Bavorsko, 1. února 1991[8]
- velkokříž Řádu za zásluhy Polské republiky – Polsko, 1993[9]
- velká čestná dekorace ve zlatě na stuze Čestného odznaku Za zásluhy o Rakouskou republiku – Rakousko, 1996[10]
- Řád za zásluhy Bádenska-Württemberska – Bádensko-Württembersko, 20. dubna 2013
- rytíř Řádu čestné legie – Francie
- komtur Řádu čestné legie – Francie
- velkokříž Záslužného řádu Maďarské republiky – Maďarsko
- velkokříž Záslužného řádu Spolkové republiky Německo – Německo